# Guy Rose
Guy Rose (3 de março de 1867 – 17 de novembro de 1925) foi um pintor americano impressionista, reconhecido como um dos principais pintores impressionistas californianos do final do século XIX e início do século XX.
Guy Orlando Rose nasceu no dia 3 de março de 1867 em San Gabriel, Califórnia. Ele foi o sétimo filho de Leonard John Rose e Amanda Jones Rose.
Seu pai foi um proeminente senador da Califórnia. Ele e sua esposa criaram sua família em um caro vinhedo e rancho no Sul da Califórnia – a cidade de Rosemead, no Vale de San Gabriel, leva o nome da família. Em 1876, o jovem Guy Rose levou um disparo acidental no rosto em uma jornada de caça com seus irmãos. Durante a recuperação, ele começou a rascunhar e usar tintas a óleo e aquarelas. Ele se formou no Colégio de Los Angeles em 1884, e se mudou para São Francisco, onde ele tomou suas aulas de arte na Escola de Design de Califórnia.
No dia 12 de setembro de 1888, Rose matriculou-se na Academia Julian em Paris, estudando com Benjamin-Constant, Jules Lefebvre, Lucien Doucet e Jean-Paul Laurens. Entre 1888-1889, ele estudou na Academia Delacluse. Conheceu os alunos Frank Vincent e Frederick Melville na Academia Julian – Frank Vincent e Guy Rose passariam a ser amigos por um longo tempo.
Rose viveu em Nova Iorque na década de 1890, ilustrando para a Harper’s, Scribners e Century. Escolhendo regressar à França em 1899, ele e sua esposa Ethel Rose compraram um chalé em Giverny. Em 1900, ele residiu em Paris e passou o inverno em Biskra, Argélia, onde ele criou três quadros conhecidos. Entre 1904 e 1912, marido e mulher viveram em Giverny, e as obras dessa época mostram a influência do "mestre" Claude Monet, quem passaria a ser seu amigo e mentor.
Em 1913-1914, os Roses passaram o verão e mantiveram uma escola de arte em Narragansett, Rhode Island. Sofrendo intermitentemente com os efeitos da intoxicação com o chumbo, Rose e sua esposa se mudaram permanentemente para Los Angeles, Califórnia, em 1914.
Em Los Angeles, Guy Rose deu aulas e serviu como diretor da Escola de Arte Stickney Memorial em Pasadena. Em 1921, ele sofreu de um ataque debilitante que o deixou paralítico. Guy Rose morreu em Pasadena, Califórnia, no dia 17 de novembro de 1925. Em 1926, a Galeria Stendhal realizou uma mostra de suas obras em sua homenagem.

## Premiações
- Menção honrosa, Paris Solon, 1894;
- Medalha de prata, Exposição Internacional do Panamá-Pacífico, 1915;
- Medalha de ouro, Exposição do Panamá-Califórnia, São Diego, 1915;
- Prêmio William Preston Harrison, Clube de Arte de Califórnia, 1921.

## Coleções e galerias
- Museu de Irvine, Irvine, Califórnia;
- Museu de Bower, Santa Ana;
- Museu de Arte de Laguna;
- LACMA: Museu de Arte do Município de Los Angeles;
- Museu de Oakland, Califórnia;
- Galeria de Guy Rose, Califórnia;
- OCMA: Museu de Arte do Município de Orange.

- Este artigo foi inicialmente traduzido, total ou parcialmente, do artigo da Wikipédia em inglês cujo título é «Guy Rose».